# Breslauer SC 08
Breslauer SC 08 – niemiecki dawny klub sportowy piłki nożnej z siedzibą we Wrocławiu, założony w 1908. W 1933 połączył się z klubem Vereinigte Breslauer Sportfreunde, tworząc klub Breslauer SpVg 02.

## Historia
Drużyna została utworzona w 1908 roku i w krótkim czasie stała się jedną z czołowych drużyn Südostdeutscher Fußballverband (SOFV - Południowo-wschodniego Niemieckiego Związku Piłkarskiego). Pierwszy poważny sukces drużyna odniosła w 1925 roku, kiedy to zajęła drugie miejsce w lidze regionalnej. Dawało to drużynie prawo do rozgrywek playoff kwalifikujących do rozgrywek o mistrzostwo Niemiec. Drużyna dotarła do ćwierćfinałów gdzie została pokonana 1:4 przez 1. FC Nürnberg (drużynę, która zdobyła mistrzostwo).
W 1926 roku drużyna zdobyła mistrzostwo Südostdeutscher Fussball Verband i dotarła do ćwierćfinału rozgrywek mistrzowskich, przegrywając 0:4 z drużyną SpVgg Greuther Fürth, która zdobyła mistrzostwo.
Najbliżej tytułu mistrza Niemiec drużyna była w 1929 roku kiedy dotarła do półfinału. W półfinale ponownie została pokonana 1:6 przez SpVgg Greuther Fürth, która zdobyła mistrzostwo.

## Sukcesy
- mistrz Südostdeutscher Fussball Verband (Południowo-wschodniego Niemieckiego Związku Piłkarskiego): 1926, 1928